# Stephan Wolff
Stephan Wolff (* 29. Januar 1970) ist ein ehemaliger deutscher Fußballspieler.

## Karriere

### Vereine
Wolff stammt aus der Jugend von Bayer 05 Uerdingen. Seinen ersten Einsatz die erste Mannschaft absolvierte Wolff im DFB-Pokal der Saison 1988/89, als er 90 Minuten für die Uerdinger beim Viertelfinal-Spiel bei Eintracht Frankfurt auf dem Platz stand. Anschließend absolvierte er lediglich ein weiteres Spiel im Profifußball. In der Saison 1989/90 stand er für Bayer 05 Uerdingen am 19. Spieltag gegen den Karlsruher SC auf dem Platz. Die Krefelder gewannen dieses Spiel mit 1:0.

### Nationalmannschaft
Mit der deutschen U-18-Nationalmannschaft spielte er im Januar 1988 bei einem Turniers in Moskau und im Mai 1988 gegen die Schweiz, wobei er ein Tor erzielte.

## Erfolge
- Deutscher A-Juniorenmeister 1987